# Csengele
Csengele is een plaats (község) en gemeente in het Hongaarse comitaat Csongrád. Csengele telt 2043 inwoners (2002).